# La Salle River
La Salle River är ett vattendrag i Kanada.   Det ligger i provinsen Manitoba, i den sydöstra delen av landet, 1 700 km väster om huvudstaden Ottawa.
Trakten runt La Salle River består till största delen av jordbruksmark. Runt La Salle River är det glesbefolkat, med 17 invånare per kvadratkilometer.